# Motohiko Kondo
Motohiko Kondo (近藤 基彦, Kondō Motohiko, Sado, Niigata, 15 de fevereiro de 1954 – Niigata, Niigata, 17 de novembro de 2018) foi um político japonês do Partido Liberal Democrata, um membro da Câmara dos Representantes na Dieta (legislatura nacional). Nascido em Sado e graduado pela Universidade Nihon, ele foi eleito pela primeira vez em 2000 como independente após uma corrida malsucedida em 1996.
Em 17 de novembro de 2018, Kondo morreu de sépsis no hospital em Niigata. Ele tinha 64 anos.